# حمد المير
حمد المير مواليد عام (1970) ،شاعر كويتي اتخذ من الشعر الهادف وسيله لنشر وتثبيت الرواسخ الاجتماعية والدينية الاصيلة ،حاصل علي بكالوريوس تسويق من قسم الإدارة الأعمال بكلية التجارة والعلوم السياسية – جامعة الكويت العام 1995م ، وهو مدير إدارة الإعلام والتنمية الوقفية بالأمانة العامة للأوقاف.

## بدايته مع الشعر
هو حمد بن جاسم بن عبد العزيز بن حمد بن احمد بن محمد المير (التميمي)، أحب الشعر منذ الصغر، و لديه العديد من المواهب الأخرى مثل الخط والرسم وكانت البدايات المتواضعة خلال مرحلة الدراسة الثانوية، كما أحب الأناشيد ونشأ عليها، ومن تجاربه الأولى في التأليف قيامه بتأليف بعض الأناشيد في شريط أناشيد للناشئة في أواخر الثمانينات.
وكانت المرحلة الجامعية من المراحل المؤثرة في صقل موهبته لما تتمتع به جامعة الكويت من نشاط طلابي ونقابي فاعل، حيث كان عضواً في المؤتمر الثاني عشر لاتحاد الطلبة عام (1989-1991) ورئيس اللجنة الطلابية بكلية التجارة عام (1991-1992) وعضو الهيئة الإدارية في الاتحاد – رئيس اللجنة الطلابية عام (1992-1993).
وفي أجواء الحماس الطلابي في تلك الفترة نشر الشاعر في نشرة الرأي الطلابي الجامعية مجموعة من أشعاره السياسية في زاوية شعرية بعنوان (أسلاك شائكة) خلال الفترة (1991-1993).
ثم عاد إلى التركيز على شعر النشيد في منتصف التسعينات لإيمانه بضرورة دعم الفن الهادف كبديل نظيف لما يقدم في ساحة الغناء من أعمال هابطة باسم الفن، وقد واكبت ذلك بوادر التطور والتميز في فن النشيد.

## أبرز أعماله
قدم لساحة النشيد عشرات الأناشيد بعضها عبارة عن ألبومات من تأليفه بالكامل، وأخرى متفرقة في ألبومات منوعة، وفيما يلي بعض الأمثلة على أعماله:
- ألبوم أناشيد (أمعلمي).. عن المعلم.
- ألبوم أناشيد (يا وطني).. أناشيد وطنية.
- ألبوم أناشيد (واحات 2).. خاصة بالنشيد.
- فيديو كليب (محمد.. صلى الله عليه وسلم).. إنتاج وزارة الأوقاف والشئون الإسلامية.
- فيديو كليب (أشرقي).

*مقدمات بعض البرامج الإذاعية والتلفزيونية والإصدارات الخاصة مثل:
1) مقدمة برنامج (أسرار الحج) التلفزيوني (للدكتور طارق السويدان).
2) مقدمة برنامج (تباشير الصباح) الإذاعي في إذاعة القرآن الكريم بإذاعة الكويت.
3) مقدمة ألبوم (الموسوعة الأسرية) الصوتي.. (للدكتور إبراهيم الخليفي).
4) مقدمة ألبوم (الولد الصالح) الصوتي.. إنتاج لجنة التعريف بالإسلام.
والكثير من الأناشيد الناجحة مثل : (يا رفيق الدرب، أشرقي، تاجي حجابي، النور أشرق، يا قدس معذرة، وقفت أمام مرآتي.. وغيرها).
o وفي غير مجال النشيد نشر عدة مقطوعات شعرية في زاوية يومية في جريدة الوطن في ملحق انتخابات مجلس الأمة خلال فترة الانتخابات عام 2003م، كما قدم بعض الأصبوحات والأمسيات الشعرية.

## مختارات من اشعاره
```
أمعلمي ماذا عسى أشعاري.. تبدي من المكنون في أغواري
```

```
في داخلي قيثارة أوتارها.. شدت فأين أنامل الأفكار
```

```
مهما أقل في ذكر فضلك إنها.. بعض من القطرات من أنهار
```

```
كيف السبيل إذن لصوغ مشاعري.. كهدية من شاكر محتار
```

```
مهلا فلا تكثر بني ولا تزد.. يكفي فلست بطالب الإكثار
```

```
لم أسعَ يوما للمديح ولم أرَمْ.. شيئا من الدنيا أو الدينار
```

```
أبني العقول وهذه هي متعتي.. وسعادتي في ذلك الإعمار
```

```
أنا زارع يا أيها البستان هل.. أرجو جزاء تعهدي أزهاري
```